# Wijken en buurten in Mill en Sint Hubert
De Nederlandse gemeente Mill en Sint Hubert is voor statistische doeleinden onderverdeeld in wijken en buurten. De gemeente is verdeeld in de volgende statistische wijken:
- Wijk 00 Mill (CBS-wijkcode:081500)
- Wijk 01 Langenboom (CBS-wijkcode:081501)
- Wijk 02 Sint Hubert (CBS-wijkcode:081502)
- Wijk 03 Wilbertoord (CBS-wijkcode:081503)

Een statistische wijk kan bestaan uit meerdere buurten. Onderstaande tabel geeft de buurtindeling met kentallen volgens het Centraal Bureau voor de Statistiek (2008):
| CBS-buurtcode | Buurtnaam                               | Inwonertal | Opp. totaal (ha) | Opp. land (ha) | Ligging                |
| ------------- | --------------------------------------- | ---------- | ---------------- | -------------- | ---------------------- |
| BU08150000    | Mill-Centrum                            | 1810       | 94               | 93             | Locatie in de gemeente |
| BU08150001    | Mill-West                               | 1600       | 63               | 62             | Locatie in de gemeente |
| BU08150002    | Brugse Berg                             | 940        | 35               | 35             | Locatie in de gemeente |
| BU08150003    | Mill-Zuid                               | 380        | 105              | 105            | Locatie in de gemeente |
| BU08150004    | Bedrijventerrein Het Spoor              | 250        | 58               | 58             | Locatie in de gemeente |
| BU08150005    | Bedrijventerrein De Meeren              | 40         | 11               | 11             | Locatie in de gemeente |
| BU08150007    | Verspreide huizen Groespeel             | 30         | 296              | 292            | Locatie in de gemeente |
| BU08150008    | Verspreide huizen Achterdijk-Roijendijk | 480        | 989              | 979            | Locatie in de gemeente |
| BU08150009    | Verspreide huizen Meren-De Gagel        | 500        | 549              | 525            | Locatie in de gemeente |
| BU08150100    | Langenboom                              | 1390       | 148              | 148            | Locatie in de gemeente |
| BU08150109    | Verspreide huizen Langenboom            | 850        | 1188             | 1140           | Locatie in de gemeente |
| BU08150200    | Sint Hubert                             | 1070       | 41               | 41             | Locatie in de gemeente |
| BU08150209    | Verspreide huizen Sint Hubert           | 520        | 728              | 723            | Locatie in de gemeente |
| BU08150300    | Wilbertoord                             | 820        | 68               | 68             | Locatie in de gemeente |
| BU08150309    | Verspreide huizen Wilbertoord           | 310        | 935              | 934            | Locatie in de gemeente |